# Austroaeschna
Genre
Synonymes
- Pulchaeschna Peters & Theischinger, 2007[2]

Austroaeschna est un genre de libellules de la famille des Æshnidae et du sous-ordre des Anisoptères.

## Liste d'espèces
Selon BioLib (17 avril 2020) :
- Austroaeschna anacantha Tillyard, 1908
- Austroaeschna atrata Martin, 1909
- Austroaeschna christine Theischinger, 1993
- Austroaeschna cooloola Theischinger, 1991
- Austroaeschna eungella Theischinger, 1993
- Austroaeschna flavomaculata Tillyard, 1916
- Austroaeschna hardyi Tillyard, 1917
- Austroaeschna inermis Martin, 1901
- Austroaeschna ingrid Theischinger, 2008
- Austroaeschna muelleri Theischinger, 1982
- Austroaeschna multipunctata (Martin, 1901)
- Austroaeschna obscura Theischinger, 1982
- Austroaeschna parvistigma (Selys, 1883)
- Austroaeschna pulchra Tillyard in Martin, 1909
- Austroaeschna sigma Theischinger, 1982
- Austroaeschna speciosa Sjöstedt, 1917
- Austroaeschna subapicalis Theischinger, 1982
- Austroaeschna tasmanica Tillyard, 1916
- Austroaeschna unicornis (Martin, 1901)

## Publication originale
- Edmond de Sélys Longchamps, « Synopsis des Æschnines - Première partie : Classification », Bulletins de l'Académie royale des sciences, des lettres et des beaux-arts de Belgique., Bruxelles, vol. 5,‎ 1883, p. 712-748 (ISSN 0770-7509, OCLC 1589466 et 472187722, lire en ligne).